# Hiawassee
Hiawassee é uma cidade  localizada no estado americano de Geórgia, no Condado de Towns.

## Demografia
Segundo o censo americano de 2000, a sua população era de 808 habitantes.
Em 2006, foi estimada uma população de 836, um aumento de 28 (3.5%).

## Geografia
De acordo com o United States Census Bureau tem uma área de 5,6 km², dos quais 4,4 km² cobertos por terra e 1,2 km² cobertos por água. Hiawassee localiza-se a aproximadamente 607 m acima do nível do mar.

## Localidades na vizinhança
O diagrama seguinte representa as localidades num raio de 32 km ao redor de Hiawassee.